# Aragon (Georgia)
Aragon – miasto w Stanach Zjednoczonych, w stanie Georgia, w hrabstwie Polk.